# Denton, Texas
Denton là một thành phố ở quận cùng tên. Đây là thủ phủ quận. Thành phố có dân số 119.454 theo Tháng bảy ước lượng 2.008 dân số, khiến nó 207 thành phố lớn nhất ở Mỹ và lớn thứ 23 trong Texas  Cùng với. Các Dallas-Fort Worth Metroplex, nó đã tăng đều đặn trong năm gần đây, trở thành phát triển nhanh nhất 10 thành phố trên 100.000 từ thg 7 2006 để tháng bảy 2007.
Theo điều tra dân 2.000, thành phố có 80.537 cư dân, danh xưng là "Dentonites", 30.895 hộ, và 16.405 gia đình sống trong thành phố. [3] Mật độ dân số được 1,309.7 người mỗi dặm vuông (505.7/km ²). Có 32.716 đơn vị nhà ở một mật độ trung bình 532.0/sq mi (205.4/km ²). Cơ cấu dân tộc của thành phố là 75,62% người da trắng, 9,12% người Mỹ gốc Phi, 3,39% người châu Á, 0,58% người Mỹ bản địa, 0,05% người đảo Thái Bình Dương, 8,85% từ chủng tộc khác, và% 2,40 từ hai hoặc nhiều chủng tộc. Hispanics hoặc Latinos chủng tộc bất kỳ gồm 16,38% dân số.
Có 30.895 hộ trong đó có 26,1% có con dưới tuổi 18 sống với họ, 39,8% là cặp kết hôn sống cùng nhau, 9,5% có chủ hộ nữ không có mặt chồng, và% 46,9 được phi gia đình. 31,5% các hộ gồm những của cá nhân và 6,0% có người sống một mình 65 tuổi hoặc cũ được người. Cỡ hộ trung bình được 2,35 và cỡ gia đình trung bình được 3,06. Trong thành phố, dân số gồm 20,7% dưới tuổi 18, 25,0% 18-24, 30,8% 25-44, 15,7% 45-64, và% 7,9 65 tuổi hoặc lên. Tuổi trung bình là 27 năm. Cứ mỗi 100 nữ có 96,7 nam giới. Cứ mỗi 100 nữ tuổi 18 và hơn, có 94,4 nam giới.
Thu nhập trung bình cho hộ một được 35.422 $, và thu nhập trung vị cho gia đình một được 51.419 $. Phái nam có thu nhập trung vị của 33.698 $ so với 26.037 $ cho nữ. Thu nhập trên đầu được 19.365 $. Giới 8,7% gia đình và% 16,2 dân số sống dưới chuẩn nghèo, bao gồm 14,1% những dưới tuổi 18 và% 7,0 của những tuổi 65 trở lên.